# UD Poblense
UD Poblense is een Spaanse voetbalclub uit Sa Pobla op het eiland Mallorca.
De club speelde tijdens het seizoen 1981-1982 kampioen van de Tercera División en klom na de eindronde voor de eerste keer in haar geschiedenis op naar de Segunda División B, het toenmalige derde niveau van het Spaans voetbal.  De ploeg zou er zeven seizoenen vertoeven, maar einde seizoen 1988-1989 degradeerde de ploeg uit de reeks.
De plek werd uiteindelijk heroverd na kampioenstitel 2019-2020 Tercera División te behalen en een succesvolle eindronde. Het overgangsseizoen 2020-2021 was heel competitief. De ploeg werd voor de eerste ronde ingedeeld in Subgroep 5A en deze ronde verliep heel moeilijk waardoor de ploeg op de negende plaats eindigde van tien ploegen.  De tweede ronde daarentegen klom de ploeg op naar een derde plaats, maar net één plaats tekort voor de nieuwe reeks Segunda División RFEF. Zo was voor seizoen 2021-2022 een plek in de Tercera División RFEF, oftewel het nieuwe vijfde niveau van het Spaans voetbal, een realiteit.
Atlético Baleares ·
CD Badajoz ·
CD Don Benito ·
Extremadura UD ·
Getafe CF B ·
Las Rozas CF ·
Atlético Madrid B ·
CF Internacional de Madrid ·
Real Madrid Castilla ·
UD Melilla ·
Mérida AD ·
CDA Navalcarnero ·
UD Poblense ·
Rayo Majadahonda ·
SS Reyes ·
UD Socuéllamos ·
CF Talavera de la Reina ·
CF Villanovense ·
Villarrubia CF ·
CP Villarrobledo